# Берсеневская набережная
Берсе́невская на́бережная — набережная на правом берегу Москвы-реки в районе Якиманка Центрального административного округа города Москвы. Проходит от стрелки острова до Большого Каменного моста. Выходит на улицу Серафимовича.

## Название
Вероятны две версии названия Берсеневской набережной:
- от старинного берсень (крыжовник);
- от существовавшей в XVI веке берсеневой решётки, перегораживавшей улицу от «лихих людей», поставленной думным дворянином И. Н. Берсень-Беклемишевым. Так, существующая Никольская церковь в записях 1625 года именовалась «Великий чудотворец Никола за Берсеневою решёткой»[1].

## История
В 1737—1745 годах Берсеневская набережная была укреплена сваями и стала проезжей улицей шириной от 4 до 11 сажен; в районе тогда числилось 25 дворов, вытянутых поперек острова. Пожар 1812 года уничтожил все деревянные постройки, восстановление затянулось до 1840-х гг.
В 1885 году на набережной началось строительство кондитерской фабрики Эйнем, ныне «Красный Октябрь». Уроженец Вюртемберга, сам Теодор Эйнем умер в 1878 году; построенная фабрика фактически принадлежала его компаньону, Юлиусу Гейсу из Шварцвальда. В 1906 году на месте части Винно-соляного двора была построена действующая поныне электростанция, питавшая московский трамвай (МОГЭС-2, Болотная набережная, 2). В 1930-х годах набережная была облицована гранитом, стрелку Москвы-реки и Водоотводного канала оформили по проекту И. А. Француза пологими ступенями, плавно огибающими мыс острова.
В 2004 году открылась первая очередь Патриаршего моста, обеспечившего удобный подход к ближайшей станции метро («Кропоткинская»). С этого времени началось формирование арт-кластера на территории фабрики «Красный Октябрь» (производство было выведено с Берсеневской набережной в 2007 году). В бывших фабричных помещениях размещаются институт «Стрелка», галерея Red October, несколько клубов.

## Примечательные здания и сооружения
По нечётной стороне находится Москва-река.

### По чётной стороне
- № 2 — бывший Московский яхт-клуб. С 1868 года на этом участке, у южной оконечности Болотного острова, размещался императорский яхт-клуб. В 1893 году было выстроено основное здание клуба в псевдоготическом стиле, сохранившееся поныне (архитектор К. В. Трейман). В советские годы здесь располагалась гребная база «Стрелка»[4].
- №№ 4, 6, 8 — фабрика Ф. Эйнема (Производственные корпуса — 1911, архитектор А. М. Калмыков, руководил строительством архитектор А. Ф. Карст), до 2007 года здесь размещались цеха фабрики «Красный Октябрь» которая переехала на Малую Красносельскую улицу[5]. Новый владелец бывших фабричных корпусов — компания «Гута-девелопмент» — сдаёт помещения в аренду; среди арендаторов в настоящее время — институт «Стрелка» и другие[6].
- № 12, стр. 3 — жилой дом — общежитие кондитерской фабрики «Красный Октябрь» (1898, архитектор П. П. Зыков; 1901, архитектор С. Д. Кучинский).
- № 14, стр. 5А — Институт медиа, архитектуры и дизайна «Стрелка».
- № 16 — заводской корпус (архитектор И. В. Рыльский).
- № 16, стр. 5 — исторические склады водочного завода П. А. Смирнова (1869—1874).
- № 16, стр. 9  памятник архитектуры (региональный) — городская усадьба Смирновых с водочным производством торгового дома «Смирнов П.А. и сыновья», жилой дом с палатами (конец XVI—XVII века; середина XVIII века; 1820-е; 1860-е — 1870-е; XX век).
- № 18 — храм святителя Николая (Троицы Живоначальной) на Берсеневке (1656—1657)
- № 18, стр. 1 — дом причта Никольского храма.
- № 20 — палаты думного дьяка Аверкия Кириллова в боярской усадьбе XVII века. Фасад дома выстроен в начале XVIII века в стиле барокко. Два боковых фасада сохранили стиль допетровской эпохи. В здании расположен Российский научно-исследовательский институт культурного и природного наследия имени Д. С. Лихачёва.
- № 20/1 — Дом на набережной (улица Серафимовича, дом 2)
- № 20/2 — Московский театр эстрады

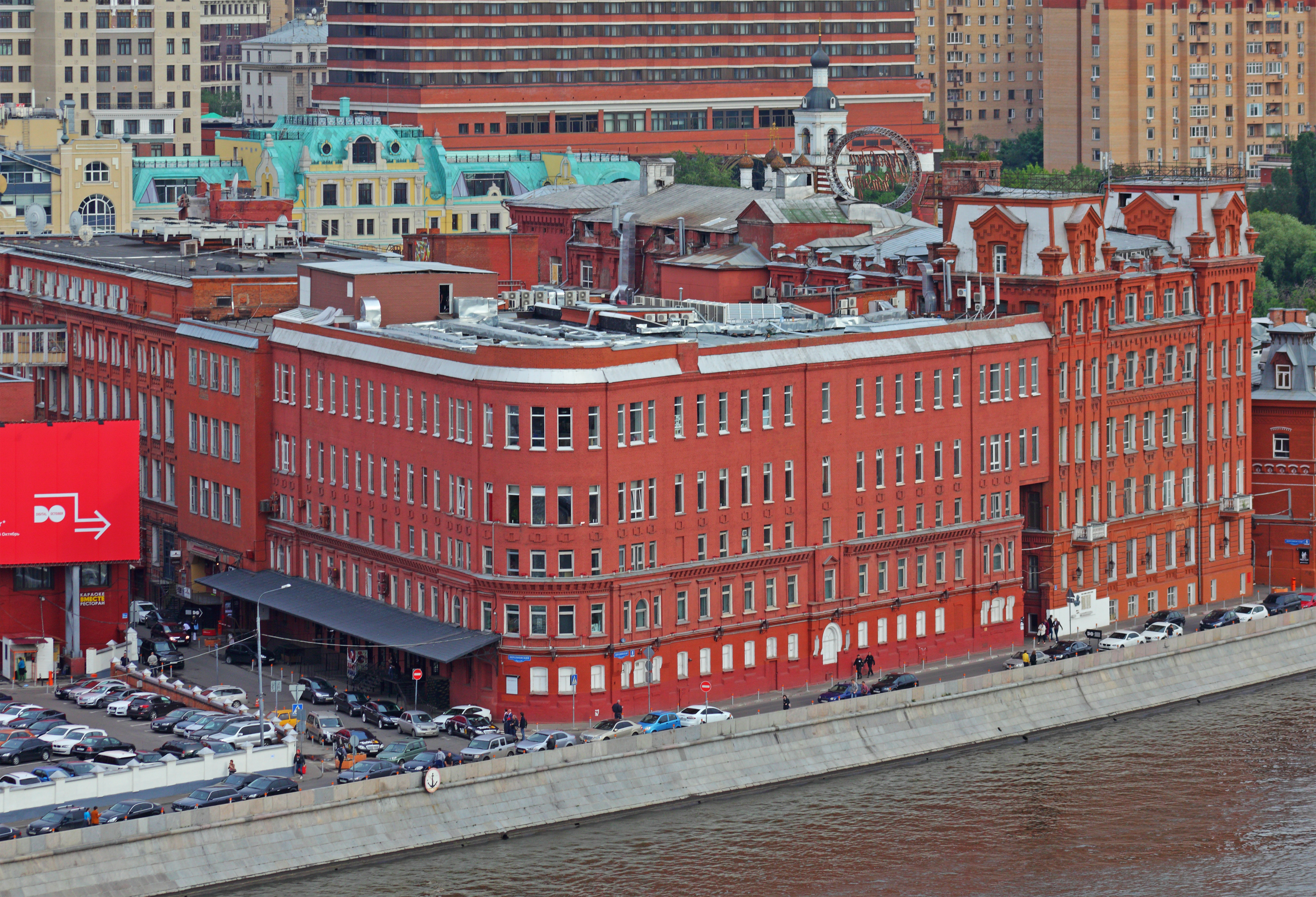
Корпуса фабрики «Красный Октябрь», б. «Эйнем» (фото 2012)
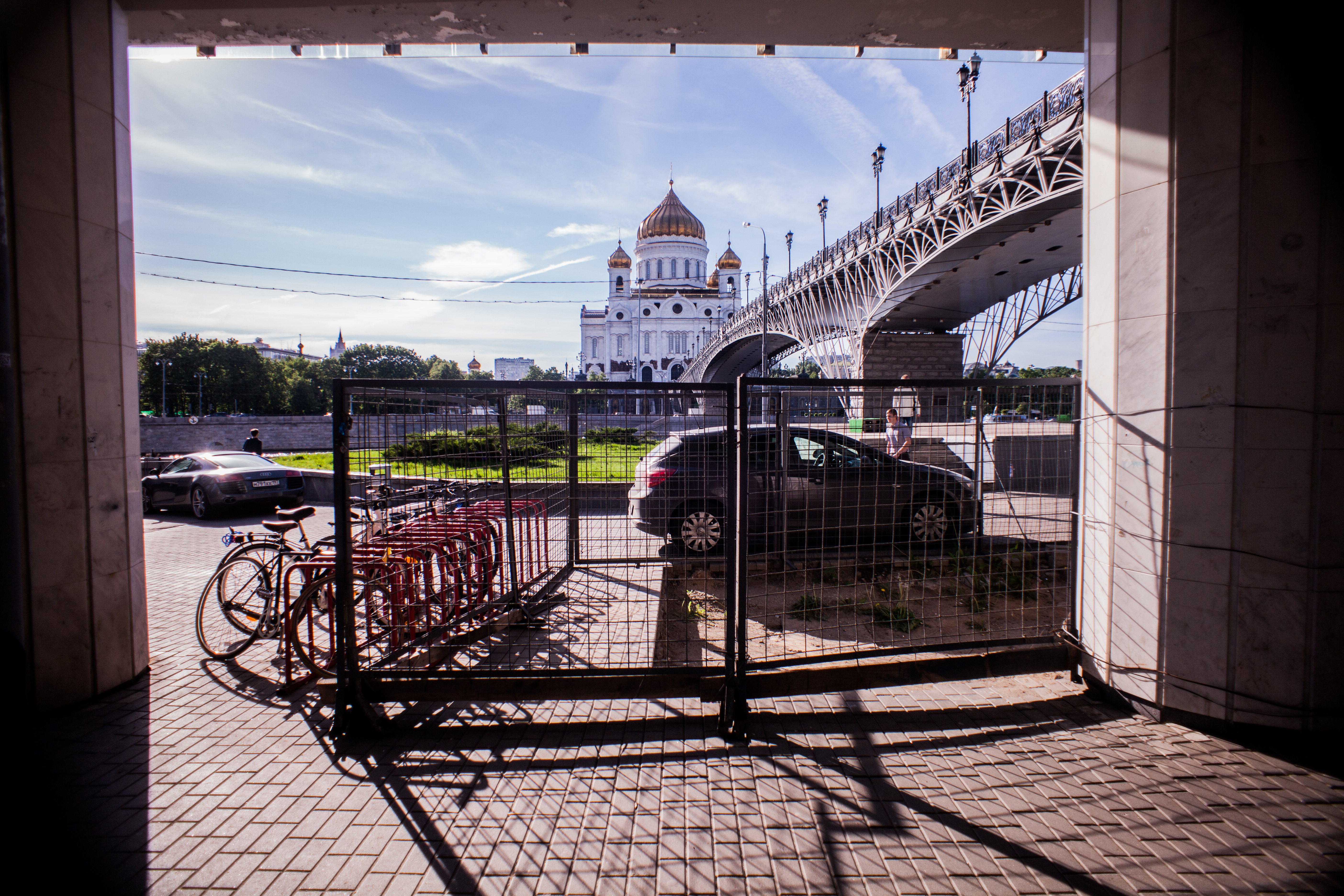
Вид на Храм Христа Спасителя и Патриарший мост с Берсеневской набережной
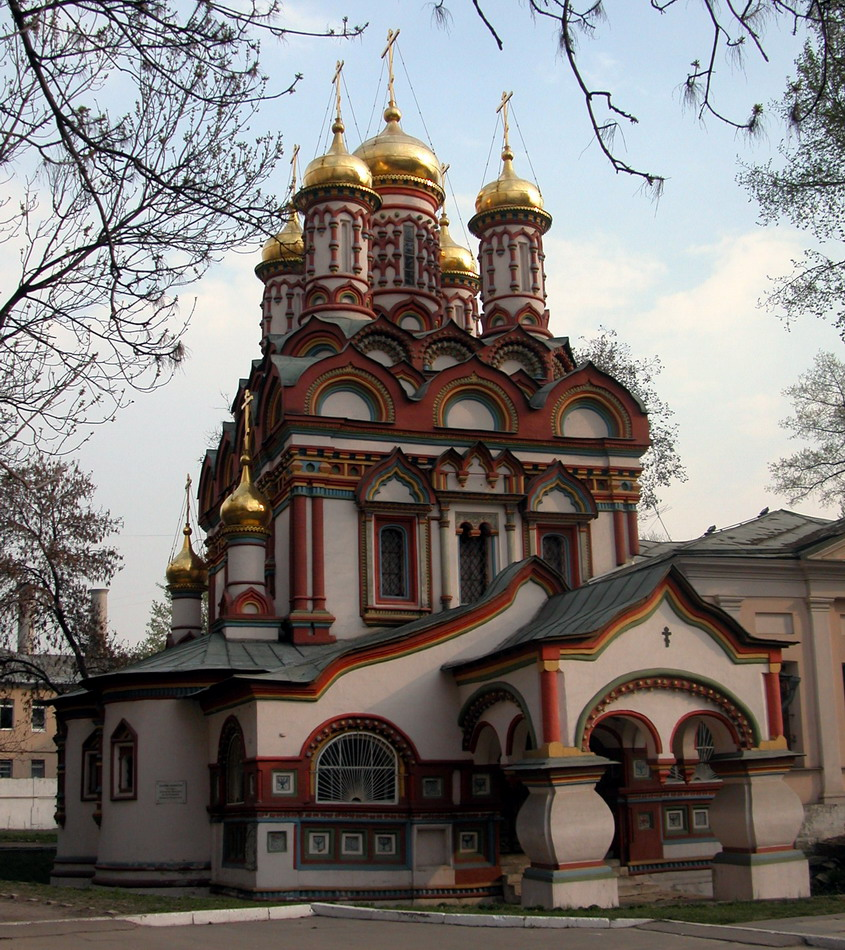
Церковь Николы на Берсеневке
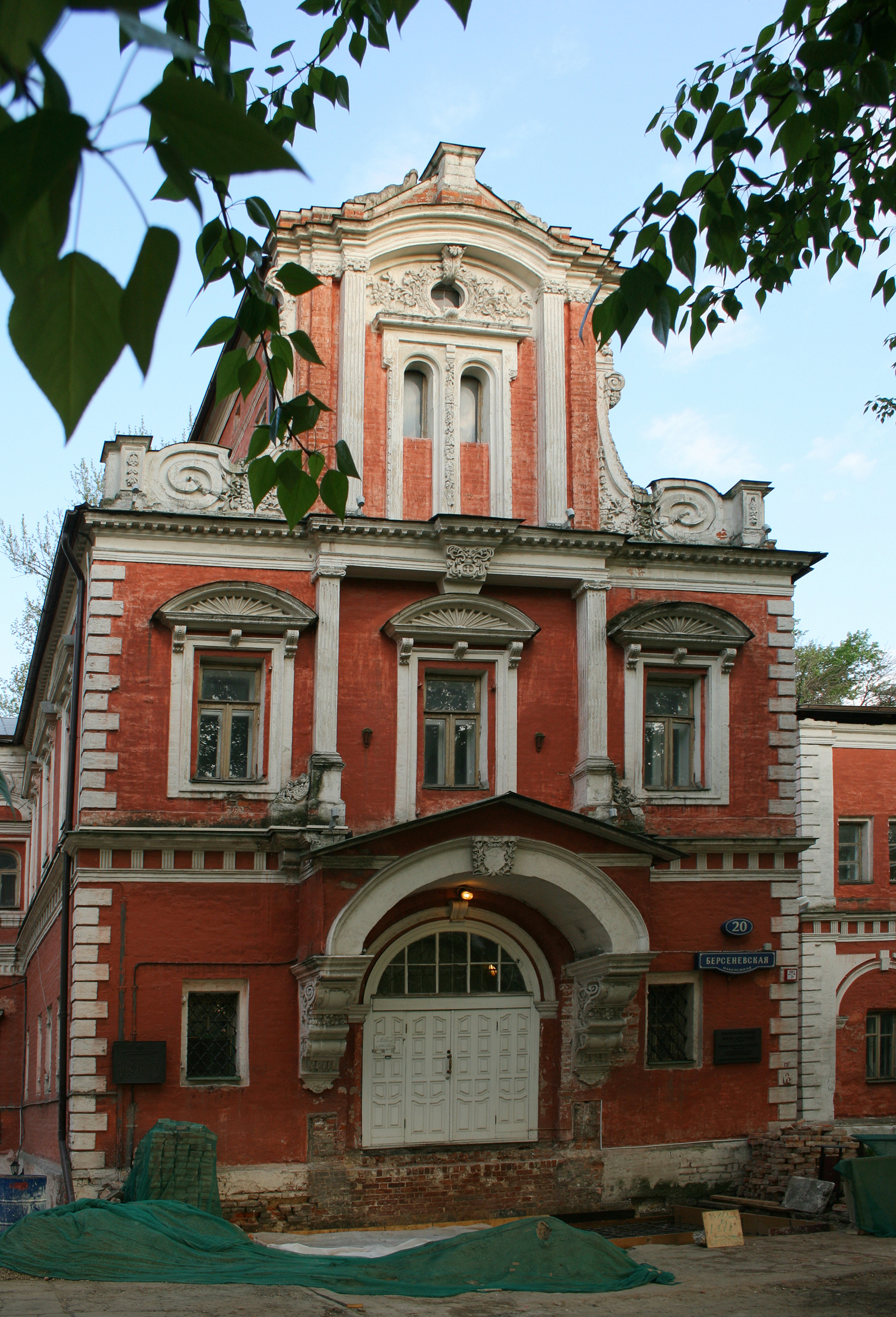
Палаты Аверкия Кириллова

## Транспорт
- Станция метро «Кропоткинская», далее автобусы м6, с755
- Станция метро «Полянка», далее автобусы м9, 538
- Станция метро «Боровицкая», далее автобусы е10, м1, м6, м9, н11
- Станция метро «Октябрьская», далее автобусы 297, е10, м1, н11